# Inchinnan
Inchinnan (Innis Fhionghain in gaelico scozzese) è un villaggio della Scozia, nel Regno Unito. Fa parte dell'area amministrativa del Renfrewshire. La sua popolazione è di circa 1.600 abitanti (2004). Sorge tra Renfrew e Greenock, appena a sud di Erskine.

## Storia
Inchinnan fu teatro di un importante episodio della ribellione di Monmouth contro Giacomo II d'Inghilterra: il 18 giugno 1685 una colonna di ribelli, guidata da Archibald Campbell, conte di Argyll, fu intercettata a Inchinnan dalle forze realist. Il conte fu catturato e tradotto a Edimburgo, dove venne condannato a morte per tradimento il 30 giugno.